# كايودو اوديجاي
كايودو اوديجاي (بالإنجليزية: Kayode Odejayi)‏ (21 فبراير 1982 بإبادان في نيجيريا - ) هو لاعب كرة قدم نيجيري في مركز الهجوم. شارك مع منتخب نيجيريا لكرة القدم. أما مع النوادي، فقد لعب مع ستوكبورت كونتي وسكونثورب يونايتد وفوريست غرين وكولتشستر يونايتد ونادي أكرينغتون ستانلي ونادي بارنسلي ونادي بريستول سيتي ونادي ترانمير روفرز لكرة القدم ونادي روذرهام يونايتد ونادي تشيلتنهام تاون لكرة القدم.

## وصلات خارجية
- كايودو اوديجاي على موقع قاعدة بيانات كرة القدم.إي يو (الإنجليزية)
- كايودو اوديجاي على موقع ناشيونال فوتبول تيمز (الإنجليزية)
- كايودو اوديجاي على موقع Soccerbase.com (لاعب) (الإنجليزية)
- كايودو اوديجاي على موقع Soccerway.com (الإنجليزية)